# Ezequiel Yábar Arteta
Ezequiel Yabar Arteta fue un hacendado y político peruano. Fue propietario de la finca Totorani ubicada en el departamento de Puno.
Fue elegido diputado suplente por la provincia de Paucartambo entre 1868 y 1871 durante el gobierno de José Balta y reelecto en 1872 durante el gobierno de Manuel Pardo. También formó parte, en representación de la misma provincia, del Congreso de Arequipa de 1883 al final de la guerra del Pacífico y durante el gobierno de Lizardo Montero. 